# District de Tebedu
Le district de Tebedu (malais : Daerah Tebedu) est un district administratif de l'État malaisien du Sarawak, qui fait partie de la Division de Serian. La capitale du district est dans la ville de Tebedu.

### Liens connexes
- Districts de Malaisie